# Gallus Jakob Baumgartner

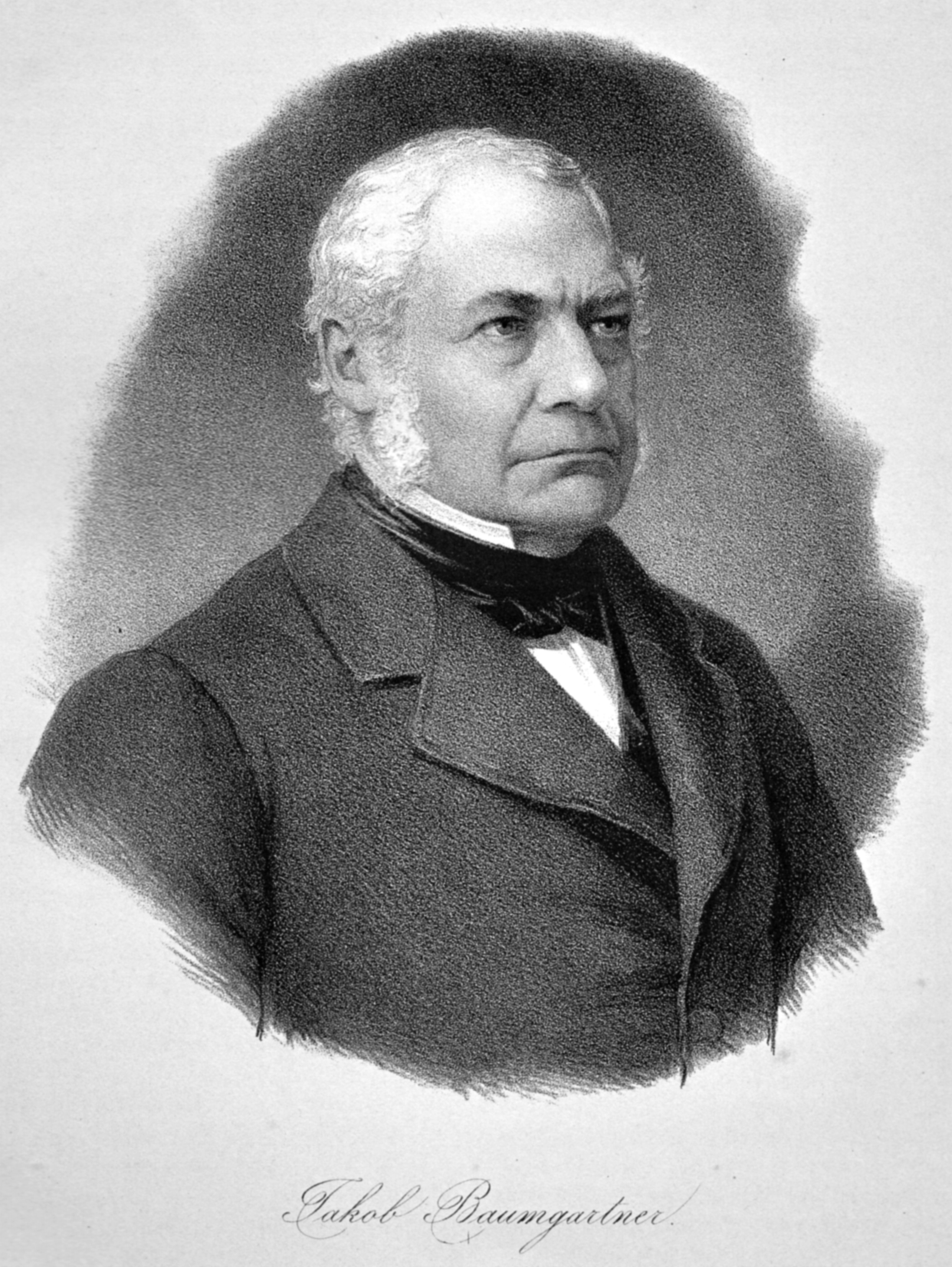
Porträt von Jakob Baumgartner aus der «Gallerie berühmter Schweizer» (1882)

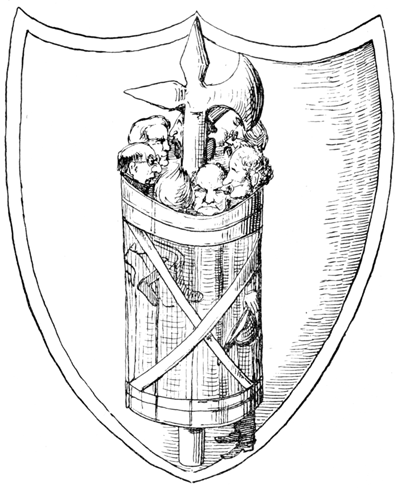
«Der Frieden von Gallörien, dargestellt im neugeflickten und frisch geschnürten St. Gallerwappen». Karikatur auf die St. Galler Verfassung von 1861. In der Mitte der Fasces Gallus Jakob Baumgartner, der wesentlich im Verfassungsrat mitwirkte

Gallus Jakob Baumgartner (* 16. Oktober 1797 in Altstätten; † 12. Juli 1869 in St. Gallen) war ein führender liberaler und später konservativer Schweizer Politiker in der Zeit der Regeneration und Entstehung des modernen Bundesstaates.

## Leben und Wirken
Nach dem Besuch der katholischen Kantonsschule in St. Gallen wurde Baumgartner als talentierter, aber mittelloser Knabe durch den damaligen Landammann des Kantons St. Gallen, Karl von Müller-Friedberg, gefördert. Er studierte in Freiburg und Wien Jura und arbeitete vorerst als Hauslehrer in Wien und Ungarn. Im November 1819 wurde er von den österreichischen Behörden verhaftet, weil er 1817 einer Privatgesellschaft junger Schweizer in Wien angehört hatte. Nach Untersuchungshaft bis im August 1820 wurde er aus Österreich ausgewiesen.
1823 begann Baumgartner mit der Protektion von Müller-Friedberg als Staatsarchivar und als Legationssekretär bei der eidgenössischen Tagsatzung eine Beamtenlaufbahn im Kanton St. Gallen. 1825 wurde er durch indirekte Wahl in den Grossen Rat (Kantonsparlament) gewählt, dem er bis 1869 angehörte. Der Grosse Rat wählte ihn 1826 zum ersten Staatsschreiber und 1827 zum Legationsrat, d. h. kantonalen Vertreter bei der eidgenössischen Tagsatzung.
Nach dem Beginn der Regeneration nach der Julirevolution in Frankreich 1830 wandte sich Baumgartner gegen seinen konservativen Mentor Müller-Friedberg und publizierte die Verhandlungen des Grossen Rates und die Staatsrechnung. Daneben veröffentlichte er zahlreiche kritische Artikel und Flugschriften, in denen er radikal-liberale Positionen einnahm und eine Revision der St. Galler Kantonsverfassung verlangte. Nach den Volksversammlungen von Wattwil und Altstätten im Dezember 1830 gab der Grosse Rat nach und liess einen Verfassungsrat vom Volk wählen. Baumgartner wurde dessen erster Sekretär und trug massgeblich zur Ausarbeitung der liberalen Kantonsverfassung von 1831 bei und wurde in die Kantonsregierung gewählt. 1832 ersetzte er Müller-Friedberg als Landammann.
Baumgartner nahm im Kanton St. Gallen und durch seinen grossen publizistischen Einfluss als Redaktor des «Erzählers», einer damals in der deutschsprachigen Schweiz sehr einflussreichen Zeitung, eine sehr starke politische Stellung ein. Der Kanton St. Gallen wurde bisweilen als «Kanton Baumgartner» bezeichnet. Dabei vertrat Baumgartner dezidiert antiklerikale, antiaristokratische und radikal-liberale Positionen, die er mit wortgewaltigen Reden an Parteitagen und Volksversammlungen vorbrachte. Als Vorkämpfer der liberalen Erneuerung trieb er den Versuch einer Bundesrevision 1832/33 voran und gilt als Architekt des Siebnerkonkordats und der Badener Artikel, mit denen sich die sieben regenerierten Kantone gegenseitig vor der Reaktion zu schützen suchten. Bis 1841 blieb Baumgartner unangefochten der Führer der liberalen Bewegung in der Schweiz.
Im Kanton St. Gallen trieb Baumgartner den Aufbau eines modernen Strassen- und Schienennetzes voran und setzte sich mit Ingenieur Alois Negrelli für die Korrektion des Rheins ein.
In den späten 1830er Jahren kam es zu einer gewissen Entfremdung zwischen Baumgartner und der liberalen Bewegung wegen der zunehmend radikalen Kirchenpolitik der Liberalen. Auch vertrat Baumgartner zunehmend autoritäre Positionen gegenüber weitergehenden demokratischen Reformen. Mit der Eskalation des Aargauer Klosterstreits kam es zum endgültigen Bruch. Schwer beleidigt trat er 1841 aus der St. Galler Regierung zurück und wechselte in das politische Lager der Konservativen.
1843 konnte Baumgartner erneut in die Kantonsregierung zurückkehren und stieg nun zu einem der führenden Köpfe der konservativen Bewegung in der Schweiz auf. Er vertrat die Positionen des Sonderbundes, weshalb er 1847 zurücktrat und zeitweilig die Schweiz verliess. Im Frühjahr 1848 kehrte er jedoch bereits wieder zurück und nahm seinen Sitz im Kantonsrat wieder ein. Er lebte nun eher dürftig vom Journalismus und von Verwaltungsratsmandaten. Politisch kämpfte er für eine konservative Revision der Kantonsverfassung.
1857 startete er seine dritte politische Karriere als Ständerat des Kantons St. Gallen. Schliesslich wurde er sogar 1859 zum dritten Mal und für weitere fünf Jahre in die Kantonsregierung gewählt, wo er vergeblich als Verfassungsrat eine katholisch-konservative Revision der Kantonsverfassung durchzusetzen versuchte. Bis zu seinem Tod arbeitete Baumgartner an verschiedenen Geschichtswerken über die Zeit der Regeneration und der Restauration in der Schweiz. Sein Sohn Alexander Baumgartner trat dem Jesuitenorden bei.

## Werke
- Schweizerspiegel: Drei Jahre unter der Bundesverfassung von 1848. Zürich 1851. (Digitalisat)
- Die Schweiz in ihren Kämpfen und Umgestaltungen von 1830 bis 1850, Bd. 1. Zürich 1853 (Digitalisat); Bd. 2. Zürich 1854 (Digitalisat); Bd. 3. Zürich 1865 (Digitalisat); Bd. 4 Zürich 1866 (Digitalisat)
- Geschichte des schweizerischen Freistaates und Kantons St. Gallen. Mit besonderer Beziehung auf Entstehung, Wirksamkeit und Untergang des fürstlichen Stiftes St. Gallen. Bd. 1. Zürich/Stuttgart 1868 (Digitalisat); Bd. 2. Zürich/Stuttgart 1868 (Digitalisat)

## Archive
- Nachlass in der Bibliothek und Archiv der Schweizer Jesuiten in Zürich, KBSG, StASG

## Schriften
- Briefe des Landammanns Gallus Jakob Baumgartner zur Zeit des Sonderbundes 1844–1848. Fehr, St. Gallen, 1934.